# Поляна (област Смолян)
 За другите български села с това име вижте Поляна.  
Поляна е село в Южна България. То се намира в община Рудозем, област Смолян.

## География
Село Поляна се намира в планински район.